# Anison
L’anison (アニソン, mot-valise composé d’anime et de song, « chanson » en anglais) est un générique ou une chanson de dessins animés japonais,.
Les anison comprennent notamment les génériques de début et de fin et les image song créent pour les animés, les jeux vidéo, les drames audio, ainsi que toute autre chanson publiée principalement pour le marché de l'anime, y compris celles des seiyū, les comédiens de doublage japonais,. Le style musical est un sous-genre de la teen pop[réf. nécessaire].
L'entreprise Mages est un label spécialisé dans le genre anison et organise le plus grand festival d'anisong du Japon, le Animelo Summer Live (en).

## Anisoncélèbres

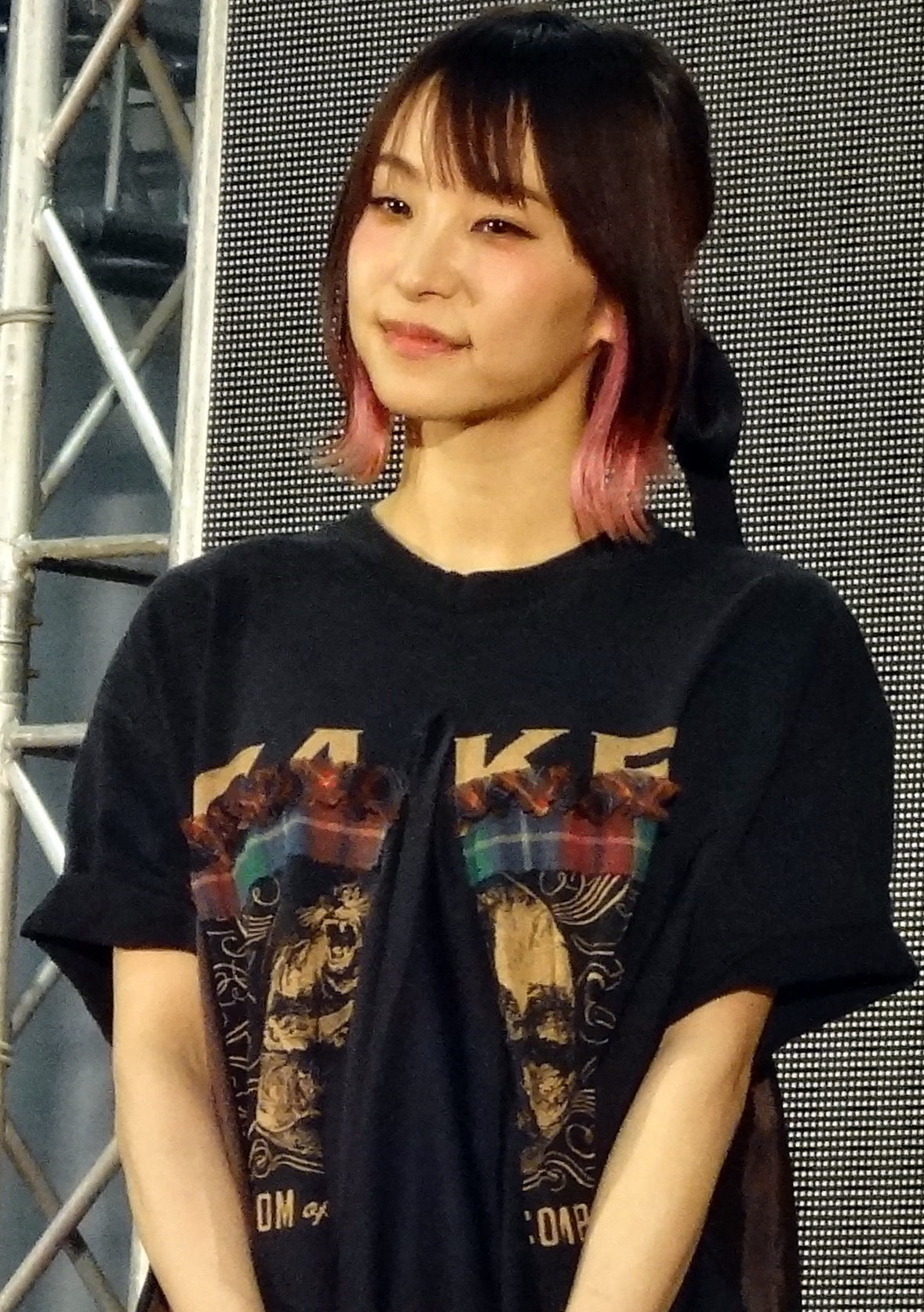
LiSA, interprète de lanison Gurenge en 2018.

Quelques exemples d'anison appréciées des fans,:
- Gurenge (en) interprétée par la chanteuse LiSA et créée spécialement pour l'animé Demon Slayer. La chanson s'est classé n°1 dans le top japonais Hot Animation et n°2 dans le Japan Hot 100.
- Tank! issue de l'animé Cowboy Bebop écrite par la compositrice Yoko Kanno et interprétée par le groupe The Seatbelts.
- Blue bird interprétée par le groupe Ikomono Gakari pour l'animé Naruto Shippuden.
- A Cruel Angel's Thesis, un des génériques de l'animé Neon Genesis Evangelion.
- Le générique d'ouverture de la première saison de l'animé Pokémon.